# Colm Cooper
Colm Cooper (en anglais) ou Colm Cúipéir (en irlandais) (né le 3 juin 1983 à Killarney) est un joueur irlandais de football gaélique. Il joue pour le club de Dr Crokes GAA et l’équipe du Kerry GAA avec lequel il a gagné trois All-Ireland.

## Sa carrière sportive
Cooper fait sa première apparition dans l’équipe première de Kerry GAA en 2002.  En dépit de son jeune âge, il gagne le Championnat d'Irlande avec Kerry en 2004, 2006, 2007 et 2009 et gagne cinq All-Star.
Cooper est considéré comme le meilleur joueur de la décennie 2000 et l'un des meilleurs de tous les temps.